# Alison Booker
Alison Booker (23 de junho de 1963 - 1 de julho de 2010) foi uma apresentadora e locutora de rádio inglesa. Trabalhou na 106 Jack FM de Oxfordshire e na BBC Oxford; era conhecida pela sua sagacidade e duplos sentidos.
Alison nasceu em Exeter, Inglaterra, e estudou na Escola de Blundell. Ela se apaixonou por rádio na Universidade de Exeter.